# Aleuroplatus quercusaquaticae
Aleuroplatus quercusaquaticae là một loài côn trùng cánh nửa trong họ Aleyrodidae, phân họ Aleyrodinae.
Aleuroplatus quercusaquaticae được Quaintance miêu tả khoa học đầu tiên năm 1900.